# Christina Cabot
Pour les articles homonymes, voir Cabot.
Christina Cabot est une actrice américaine née le 16 décembre 1969 à New York, New York (États-Unis).

## Filmographie
- 1999 : Fight Club : Leader du groupe
- 1999 : Simpatico : Serveuse
- 1999 : Man on the Moon : Étudiante en méditation
- 2000 : Manigance (The Prime Gig) : Banquière
- 2000 : Dancing at the Blue Iguana : Christina
- 2003 : The Maldonado Miracle (TV) : Stella
- 2005 : Otage (Hostage) : Reporter
- 2005 : Down in the Valley : Directrice Assistante
- 2008 : L'Incroyable Hulk (The Incredible Hulk)